# Crédit-temps
 (avril 2021).
Si vous disposez d'ouvrages ou d'articles de référence ou si vous connaissez des sites web de qualité traitant du thème abordé ici, merci de compléter l'article en donnant les références utiles à sa vérifiabilité et en les liant à la section « Notes et références ».
Le crédit-temps est un système prévu dans la législation du travail en Belgique qui permet temporairement à un travailleur salarié d’interrompre totalement ou partiellement sa carrière professionnelle. Il peut s'agir d'une période de suspension de son contrat de travail ou de réduction de ses prestations de travail. Ce système permet au travailleur de bénéficier d’une allocation qui lui est payée par l’Office national de l'emploi.
Grâce à ce système, un travailleur dispose ainsi de temps libre pour répondre à des obligations familiales et sociales ou pour réaliser des projets personnels.